# Nghiêm Đình Hiếu
Nghiêm Đình Hiếu (ur. 26 marca 1998) – wietnamski zapaśnik walczący w stylu klasycznym. Zajął dwunaste miejsce na igrzyskach azjatyckich w 2022. Piąty na mistrzostwach Azji w 2016. Triumfator igrzysk Azji Południowo-Wschodniej w 2019 i 2021; drugi w 2023. Wygrał mistrzostwa Azji Południowo-Wschodniej w 2023 roku.